# Hulareds kyrka

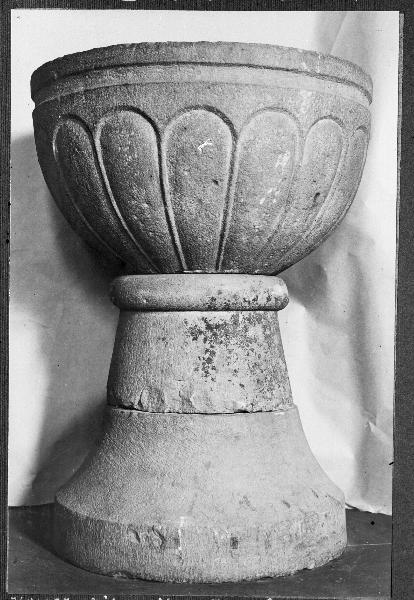
Den ursprungliga dopfunten.

Hulareds kyrka är en kyrkobyggnad i Hulared i Tranemo kommun. Den tillhör sedan 2010 Dalstorps församling (tidigare Hulareds församling) i Göteborgs stift.

## Kyrkobyggnaden
En medeltida kyrka på platsen eldhärjades 1906. Församlingsborna hänvisades därefter till Dalstorps kyrka. Nuvarande kyrka uppfördes åren 1918-1920 av byggmästaren Gustaf Persson från orten efter ritningar utförda av Arvid Pelin, Borås, till stor del med insamlade medel och frivilliga krafter. De gamla murarna återanvändes till viss del. Kyrkan består av ett långhus med indraget smalare torn i väster och en halvrund sakristia i öster. En renovering genomfördes 1936 efter program av arkitekt Jan Skeppstedt, då nytt golv lades in och varmluftsvärmeledning installerades. År 1954 installerades el för värme och belysning och 1990 byttes beläggningen på långhusets tak ut från cementpannor till tvåkupigt lertegel.

## Inventarier
- Den ursprungliga dopfunten av sandsten är huggen omkring år 1300 i en typ som inspirerats av Gotlands funtar. Den är i tre delar med höjden 95 cm. Cuppan är rundad upptill och har ett försänkt band. Längs livet musselcuppsornament. Skaftet är en stympad kon, som upptill avslutas med en kraftig vulst. Foten är rund, skivformad och med konkav översida. Den är liksom skaftet dekorlös. Uttömningshål saknas. Funten förvaras vid Göteborgs stadsmuseum.[1]
- Nuvarande sexsidiga dopfunt är av trä. Fot, skaft och cuppa är gråmarmorerade. Tillhörande spetsiga lock är grön- och blåmålat.
- Altartavlan som skänktes till kyrkan 1957 har målats av konstnären Bengt Hamrén. Motivet är "Jesus i Getsemane".
- Vid norra korväggen finns en predikstol utan ljudtak som består en femsidig korg på åttasidig fot och en rak trappa åt öster.
- Nuvarande orgel är byggd 1971 av John Grönvall Orgelbyggeri i Lilla Edet.